# 黃非鯽
黃非鯽，為輻鰭魚綱鱸形目麗魚科叉齒非鯽屬的其中一種，被IUCN列為極危保育類動物，分布於非洲喀麥隆Bermin湖流域，體長可達8.2公分，棲息在底層水域，生活習性不明。

## 擴展閱讀
維基物種上的相關：黃非鯽